# Pierre van Maldere
Pierre van Maldere, także Pieter Vanmaltre, Van Maltere, Vanmonder, van Maldern, Wan Maldere, Wanmalder, Vam Maldere, Maldera, Vand’Elmar (ur. 16 października 1729 w Brukseli, zm. 1 listopada 1768 tamże) – belgijski kompozytor i skrzypek.

## Życiorys
Kształcił się w Brukseli, gdzie jego nauczycielami byli Jean-Joseph Fiocco i Henri-Jacques de Croes. W 1746 roku został skrzypkiem w kapeli namiestnika Niderlandów Austriackich Karola Lotaryńskiego, od 1749 roku pełnił funkcję koncertmistrza. W latach 1751–1753 przebywał w Dublinie, gdzie prowadził Philarmonick Concerts. W 1754 roku występował w Paryżu w ramach Concert Spirituel. Po powrocie do Brukseli towarzyszył księciu Karolowi Lotaryńskiemu w podróżach po Europie. W latach 1757–1758 przebywał w Austrii i Czechach, występował na dworze cesarzowej Marii Teresy w Schönbrunn. W 1758 roku otrzymał stanowisko valet de chambre. Od 1762 do 1767 roku zatrudniony był w brukselskim Grand Théâtre, gdzie wystawiał sztuki sceniczne. Po bankructwie teatru w 1767 roku zajął się działalnością pedagogiczną.
Komponował głównie muzykę instrumentalną, cieszącą się dużą popularnością w ówczesnej Europie. Jego dzieła znali Joseph Haydn i Wolfgang Amadeus Mozart. Talent wirtuozowski van Maldere’a cenił Karl Ditters von Dittersdorf. Tworzył w późnobarokowym stylu, jego sonaty na skrzypce i basso continuo mają następstwo części wolna–szybka–wolna. Był jednym z pierwszych twórców symfonii, jego osiągnięcia kompozytorskie na tym polu zwiastują już nadejście klasycyzmu. Stworzył około 60 symfonii, w większości o 3-częściowej budowie ze ściśle wyważonymi proporcjami części, z elementami stylu galant w warstwie melodycznej. Znaleźć z nich można wiele cech typowych dla okresu Sturm und Drang, takich jak nagłe zmiany tempa, tonacje molowe i tremola.
Spośród napisanych przez niego dzieł scenicznych zachowała się tylko opera komiczna w stylu francuskim Le déguisement pastoral (1756).